# Peuple
Le mot peuple est une notion polysémique dont le sens varie selon le contexte. Il peut désigner :
- un « ensemble de personnes constituant une nation, vivant sur un même territoire et soumis aux mêmes lois, aux mêmes institutions politiques »[1]. Ici, le peuple est déterminé par la nation qu'il constitue, le territoire qu'il occupe et la soumission aux mêmes règles de droit c'est-à-dire par le droit du sol.
- un « ensemble de personnes qui, n'habitant pas un même territoire mais ayant une même origine ethnique ou une même religion, ont le sentiment d'appartenir à une même communauté »[1]. Ici, le peuple n'est défini que par une culture, voire une tradition commune c'est-à-dire par le droit du sang.
- un « ensemble humain vivant en société sur un territoire déterminé et qui, partageant une même communauté d'origine selon le droit du sang, présente une homogénéité relative de civilisation et partage un certain nombre de coutumes et d'institutions communes »[1]. Ici, le peuple est déterminé par un territoire selon le droit du sol et une culture qui lui sont propres, mais pas par la soumission aux mêmes lois.

## Étymologie et histoire
Le mot peuple est issu du latin populus désignant l'ensemble des citoyens (universi cives), individus ayant le pouvoir de voter dans la constitution romaine, et qui s'oppose aux classes dominantes. Dans la Rome antique, populus désignait l'ensemble des citoyens romains. Cicéron écrit dans La République :

« Par peuple, il faut entendre, non tout un assemblage d'hommes groupés en un troupeau d'une manière quelconque, mais un groupe nombreux d'hommes associés les uns aux autres par leur adhésion à une même loi et par une certaine communauté d'intérêt. »

Plus précisément, le nom du peuple, populus, s'applique initialement au « peuple en armes » comme le germanique *fulkaz. C'est notamment ce que montre son dérivé populare (-ari) « dévaster ».
Populus désigne aussi le peuplier en latin, peut-être parce que cet arbre était fréquemment planté « par les Romains dans les lieux publics ou qu'ils poussent souvent en groupes denses, comme une foule humaine ».
Les Grecs anciens distinguaient quatre nuances pour nommer ce que nous appelons aujourd'hui le peuple : γένος / genos signifiant « famille, clan, tribu », λαός / laos signifiant « peuple assemblé, foule », δῆμος / dêmos signifiant « peuple du lieu, citoyens » et ἔθνος / éthnos signifiant « gens de même origine ».

## Signification
Ce terme désigne couramment un ensemble d'êtres humains vivant sur le même territoire ou ayant en commun une culture, des mœurs, un système de gouvernement. Ceux-ci forment à un moment donné une communauté partageant majoritairement un sentiment d'appartenance durable, une communauté de destins. Ce sentiment d'appartenance peut venir de l'une au moins de ces caractéristiques : un passé commun, réel ou supposé, un territoire commun, une langue commune, une religion commune, des valeurs communes, un sentiment d'appartenance.
Avec le développement des nationalités au XIXe siècle, la notion peuple est liée à une construction politique : dans le droit fil de son étymologie latine, un groupe social reconnu comme « un peuple » se voit défini comme un groupe ayant des droits politiques spécifiques, voire le droit de former une nation souveraine. Par exemple, la Constitution de la Ve République française indique ainsi que le « principe [de la République] est : gouvernement du peuple, par le peuple et pour le peuple », et la Charte de l'Atlantique entérine cette lecture en déclarant le « droit des peuples à disposer d'eux-mêmes ».
Dès lors, la réponse à la question Qu'est-ce qu'un peuple ? n'est jamais neutre ou objectivable[réf. nécessaire]. Deux écoles, française (à partir du XVIIIe siècle) et allemande (à partir du début du XIXe siècle), y ont répondu différemment, suivant des critères reflétant les événements politiques et sociaux respectivement vécus. Ce n'est pas une définition objective mais le produit d'une construction sociale[réf. nécessaire]. Les anthropologues et politistes critiquent cette notion en la mettant en perspective[réf. nécessaire].

### Qualification péjorative
En français, le terme de peuple peut avoir aussi une connotation péjorative, envers ceux qui y appartiendraient ou non. Il désigne alors :
- les personnes de condition modeste, par opposition aux catégories supérieures ou privilégiées par la naissance, la culture et/ou la fortune.
- les personnes appartenant aux classes « inférieures » et éventuellement moyennes de la société, par opposition à l'« aristocratie ». Par exemple, Hervé Bazin écrit en 1948 : « il y a aussi le peuple, qui fait si grossièrement fi de l'humanisme [...]. Le peuple, à qui fut accordé par les radicaux le privilège exorbitant d’avoir par tête de pipe autant de droits civils et politiques qu’un Rezeau, le peuple, non pas populus mais plebs, ce magma grouillant d'existences obscures et désagréablement suantes... Le peuple (à prononcer du bout des lèvres comme peu ou même comme peuh !) »[8].

### Définition du peuple par Mirabeau
Au cours de la séance du 17 juin 1789 des états généraux à la veille de sa constitution en Assemblée nationale, Mirabeau défend sa proposition d'adopter pour les députés le titre de représentants du peuple français en ces termes  : 

« On a cru m'opposer le plus terrible dilemme en me disant que le mot peuple signifie nécessairement ou trop ou trop peu; que si l'on l'explique dans le même sens que le latin populus, il signifie la nation, et qu'alors il a une acception plus étendue que le titre auquel aspire la généralité de l'assemblée; que si on l'entend dans un sens plus restreint , comme le latin plebs, alors il suppose des ordres, des différences d'ordres, et que c'est là ce que nous voulons prévenir. On a même été jusqu'à craindre que ce mot ne signifiât ce que les Latins appelaient vulgus, ce que les Anglais appellent mob, ce que les aristocrates, tant nobles que roturiers, appellent insolemment la canaille. À cet argument, je n'ai que ceci à répondre : c'est qu'il est infiniment heureux que dans notre langue, dans sa stérilité, nous ait fourni un mot que les autres langues n'auraient pas donné dans leur abondance; un mot qui présente tant d'acceptions différentes; un mot qui, dans ce moment, où il s'agit de nous constituer sans hasarder le bien public, nous qualifie sans nous avilir, nous désigne sans nous rendre terribles; un mot qui ne puisse nous être contesté et qui, dans son exquise simplicité, nous rende chers à nos commettants, sans effrayer ceux dont nous avons à combattre la hauteur et les prétentions; un mot qui se prête à tout, qui, modeste aujourd'hui, puisse agrandir notre existence à mesure que les circonstances le rendront nécessaire, à mesure que par leur obstination, par leurs fautes, les classes privilégiées nous forceront à prendre en main la défense des droits nationaux, de la liberté du peuple. »

## Dans le monde

### Europe

#### France
En France, dans l'esprit de la Constitution, le peuple est souverain.
L'article 3 de la Constitution du 4 octobre 1958 est ainsi rédigé :
« La souveraineté nationale appartient au peuple qui l'exerce par ses représentants et par la voie du référendum. »
« Aucune section du peuple ni aucun individu ne peut s'en attribuer l'exercice. »
« Le suffrage peut être direct ou indirect dans les conditions prévues par la Constitution. Il est toujours universel, égal et secret. »
« Sont électeurs, dans les conditions déterminées par la loi, tous les nationaux français majeurs des deux sexes, jouissant de leurs droits civils et politiques. »

### Amérique

#### États-Unis
La Constitution des États-Unis est introduite par la célèbre formule We the People (« Nous le Peuple »). Cette formule est devenue un symbole fort de la démocratie américaine, pourtant, la notion de peuple aux États-Unis a été évolutive. En effet, la République américaine se veut à l'origine une démocratie de grands propriétaires terriens et de gens lettrés des villes. Seules ces couches sociales participaient d'ailleurs effectivement aux affaires politiques nationales. Il faut attendre le XIXe siècle pour que les classes populaires au sens large, puis les esclaves affranchis, intègrent cette notion de « peuple américain ».[réf. nécessaire]

### Entretien
- « L'idée de peuple en politique depuis la Révolution française », entretien de Gérard Bras avec Julien Théry dans "La grande H.", l'émission d'histoire du Média, 11 décembre 2018.

#### Listes
- Liste d'ethnies - Liste des peuples de l'Afrique - Liste des peuples indigènes des Amériques
- Liste des peuples celtes - Liste des peuples celtes de Belgique - Liste des peuples celtes d'Espagne - Liste des peuples celtes d'Italie - Liste des peuples celtes de Suisse - Liste des peuples gaulois et aquitains - Liste des peuples celtes d'île de Bretagne
- Liste des peuples anciens